# Bojmír Hutta
Bojmír Hutta (* 20. února 1920, Slavuta (Ukrajina) - 20. července 1987, Cheb) byl malíř a pedagog, zakladatel a první ředitel Galerie výtvarného umění v Chebu.

## Život
Rodina Bojmíra Hutty pocházela z Chodska. Jeho dědeček odešel do Volyně a vybudoval zde dřevařský závod. Otec vystudoval v Čechách, kde se seznámil se svou ženou a působil pak na Ukrajině jako lesník. Bojmír se narodil v myslivně Ušpila u vesnice Romaniny (okres Slavuta). V té době na Ukrajině pokračovala občanská válka (odtud nezvyklé křestní jméno) a jedna z ozbrojených band zavraždila i Bojmírova dědečka. Proto se kolem roku 1925 rodina vrátila do Domažlic. Otec pak pracoval jako správce tamní nemocnice. Bojmír Hutta během studia na reálném gymnáziu v Domažlicích projevil hudební i malířské nadání, ale po vypuknutí války nemohl pokračovat ve studiu. Teprve roku 1942, ve 22 letech, začal studovat na zlínské Baťově škole umění, ale roku 1943 musel školu ukončit a práci v Říši se vyhnul jen díky hospitalizaci v nemocnici, kterou spravoval jeho otec. Byl pak pracovně nasazen v chemických a zbrojních závodech v moravských Bojkovicích, kde se zapojil do ilegální činnosti. Koncem války byl zatčen gestapem a vězněn v Uherském Brodě až do osvobození města 26. dubna 1945.
Po návratu do Domažlic byl vzhledem k předešlé odbojové činnosti jmenován předsedou Místní správní komise na Přimdě, která spravovala i obce v jejím okolí. S pomocí německých usedlíků, které vyreklamoval z odsunu, se pokusil navázat na domácí výrobu dřevěných předmětů. Snažil se soustředit strojní zařízení do jednoho místa a založil továrnu Bojko - Export Přimda, která měla zásobit vánoční trh dřevěnými hračkami. Pro nedostatek zkušeností jeho podnik po půl roce zbankrotoval.
Na Přimdě, která patří k majetku Kolowratů, se spřátelil s podnikatelem Jindřichem Kolowratem-Krakowským, který ho přesvědčil k pokračování ve studiu a zprostředkoval Huttovi stipendium na École des beaux-arts v Paříži. V letech 1946-1950 absolvoval studium v ateliéru monumentálního malířství u Jeana Souverbieho (1891–1981). O prázdninách cestoval pěšky po Francii a severní Africe, pobýval v Mnichově nebo se vracel do Čech. Při jedné z delších zastávek ho okouzlilo město Cheb i exotické společenství tamějších poválečných osídlenců. Ještě z Paříže požádal o přidělení bytu, usadil se zde natrvalo a založil rodinu. Maloval malebná městská zákoutí a již na přelomu let 1951 a 1952 měl v Chebu první výstavu. Později začal za motivy vyjíždět i do okolí Chebu malým autobusem, který si uzpůsobil jako pojízdný ateliér a překřtil na „huttabus“.
Roku 1953 předložil vedení města návrh na zavedení tříměsíčního výtvarného kursu.
Roku 1962 ve spolupráci s dr. Mirou Mladějovskou, která předtím působila v chebském archivu a muzeu, založil Chebskou regionální galerii a až do roku 1972 byl jejím ředitelem. Hutta byl pověstný svým sklonem k neortodoxním řešením a podařilo se mu galerii dostat na vysokou úroveň. Postupně získal k výstavním prostorám v Radničním paláci také rekonstruovaný kostel sv. Bartoloměje v Chebu pro expozici gotických soch a pozdně barokní zámek ve Starém Hrozňatově (původně románský hrad Kinsberk), kde zamýšlel vybudovat lapidárium barokní plastiky. Zámek doslova zachránil poté, co ho v dezolátním stavu roku 1965 opustila Pohraniční stráž a uvažovalo se o jeho odstřelu. Do areálu zámku byly svezeny poškozené sochy z pohraničí (většinou ze hřbitovů, křižovatek cest, božích muk apod.) a byly zde postupně restaurovány. Díky Huttovi se opravený zámek otevřel pro veřejnost roku 1968. Byl přizpůsoben potřebám galerie a kromě depozitáře a společenského sálu, kde se konaly komorní koncerty vážné hudby, přednášky a diskuse, v něm měly být zřízeny dva ateliéry a sochařská dílna pro plánovaná výtvarná sympozia. Počátkem normalizace zámek opět zabavilo Ministerstvo vnitra, protože se nacházel podle jeho názoru příliš blízko (0,5 km) od západní hranice.
Za Huttova působení začala rekonstrukce kostela sv. Kláry na výstavní a hudební síň. Navázal spolupráci s významnými muzei umění v Krakově a Drážďanech a v Chebu uspořádal celou řadu zásadních výstav (např. již rok po založení chebské galerie výstavu 25 obrazů evropského malířství 16.–18. století ze sbírek Drážďanské galerie nebo 100 grafik Odilona Redona zapůjčených z Krakova roku 1965).
Po okupaci Československa roku 1968 a následných normalizačních čistkách byl roku 1972 z ředitelské funkce propuštěn, zařazen mezi nespolehlivé osoby, přišel o pas a až do konce života se o něj zajímala Státní bezpečnost. Západočeská pobočka normalizovaného Svazu českých výtvarných umělců pak otálela s doporučením pro registraci u Fondu, která by malíři umožnila pracovat na volné noze. Po kladném doporučení z Chebu nakonec Hutta registraci získal a mohl působit jako malíř. Hutta byl svou neúnavnou činorodostí a vykonaným dílem podobný malíři Vladimíru Levorovi, který založil Galerii Klatovy / Klenová a rovněž se zasloužil o záchranu tamějšího hradu a zámku. Oba sdíleli za normalizace stejný osud - byli vyhozeni z místa ředitele galerie a měli problémy s komunistickou mocí, když se chtěli živit alespoň jako malíři. Byli přátelé.
Měl celkem čtyři děti, dcery Barbaru a Kateřinu, které z větší části vychovával sám a syny Tomáše a Lukáše. Především oba synové podědili výtvarné a umělecké nadání - starší Tomáš se vyučil uměleckým kovářem, nejmladší Lukáš našel zálibu v počítačové grafice a AV tvorbě.

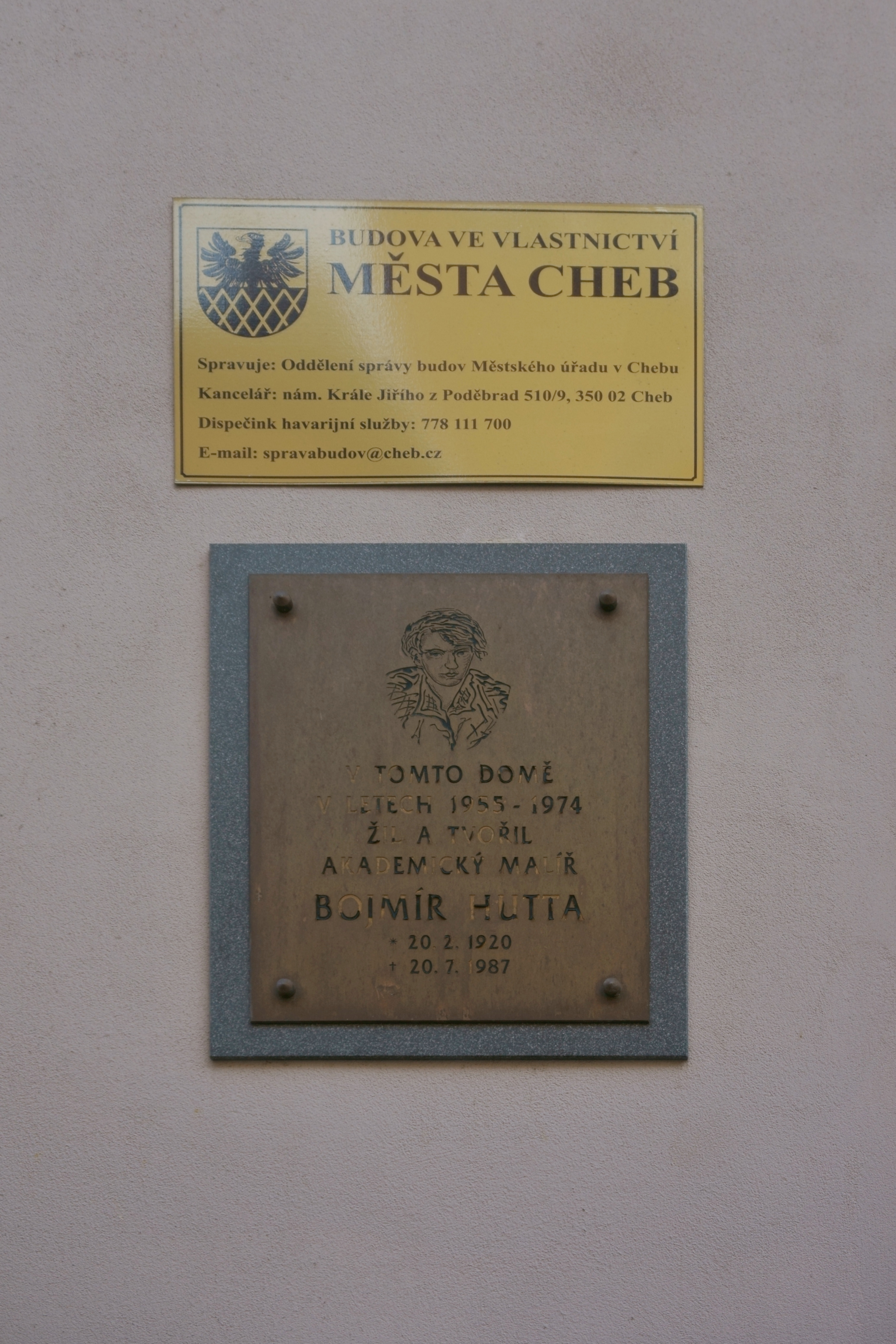
Pamětní deska na rohovém domě v Jateční ulici

Bojmír Hutta zemřel v Chebu ve věku 67 let. Při výročí 25 let od jeho úmrtí byla roku 2012 odhalena pamětní deska na rohovém domě č. 2 v Jateční ulici u chebského náměstí Krále Jiřího z Poděbrad, kde žil a tvořil po většinu doby jeho působení v Chebu. Pochován je dle svého přání se svými rodiči v Domažlicích.

## Dílo
Jeana Souverbie, u kterého Hutta studoval v Paříži, ovlivnil postimpresionismus a Nabisté i přátelství s Pablem Picassem a kubismus. Hutta získal solidní výtvarné vzdělání, především v malbě a seznámil se s moderním francouzským uměním.
Tvořil především olejomalby, ale věnoval se i kresbě, akvarelu a linorytu. Byl vynikající a citlivý portrétista. Ovšem učaroval mu starý Cheb a obrazy z tohoto prostředí mají zláštní poetiku. Nesoustředil se totiž pouze na stavby, ale i na lidi v nich a kolem nich. Proto má řada jeho obrazů i vlastní příběh. Nevyhýbal se ani krajině. Barevnost kaolinových lomů či poetika jezírek a rybníků ho přitahovaly snad nejvíce. A málokdo ví, že výtvarně ztvárnil i první oponu chebského divadla. Ta se bohužel nedochovala.
Neopomenutelná jsou také jeho sgrafita, například ta velkoplošná ve dvoraně Glauberových pramenů ve Františkových Lázních. A konečně mu nebyly cizí ani restaurátorské práce. Za zmínku stojí například štuková výzdoba stropu schodiště v hlavní budově chebské galerie nebo rokoková štuková výzdoba pokoje právě v domě č. 2 v Jateční ulici v Chebu.
Jeho dílo je v duchu realismu s prvky symbolismu.

### Zastoupení ve sbírkách
- Galerie výtvarného umění v Chebu
- Galerie umění Karlovy Vary
- soukromé sbírky, převážně v Chebu

### Výstavy (výběr)
- 2012 Bojmír Hutta (1920-1987), Galerie výtvarného umění v Chebu
- 2015/2016 Obrazy Chebu: Ikonografie Chebu od nejstarších vyobrazení do 20. století, Galerie výtvarného umění v Chebu